# Тыдэпяяха
Тыдэпяяха (устар. Тыдэпя-Яха) — река в России, протекает в Надымском районе Ямало-Ненецкого АО. Устье реки находится в 4 км по левому берегу реки Танлова. Длина реки составляет 38 км. В 15 км от устья, по правому берегу реки впадает река Облатъяха. Недалеко от устья соединяется протокой с Надымом.

## Данные водного реестра
По данным государственного водного реестра России относится к Нижнеобскому бассейновому округу, водохозяйственный участок реки — Надым, речной подбассейн реки — подбассейн отсутствует. Речной бассейн реки — Надым.
По данным геоинформационной системы водохозяйственного районирования территории РФ, подготовленной Федеральным агентством водных ресурсов:
- Код водного объекта в государственном водном реестре — 15030000112115300048887
- Код по гидрологической изученности (ГИ) — 115304888
- Код бассейна — 15.03.00.001
- Номер тома по ГИ — 15
- Выпуск по ГИ — 3